# Vjatsjeslav Ragozin

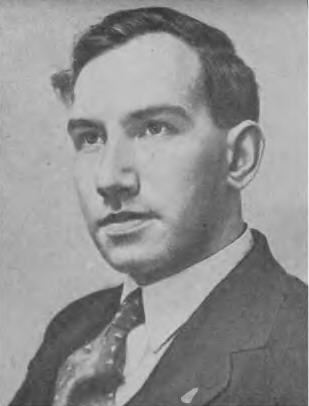
Vjatsjeslav Ragozin

Vjatsjeslav Vasiljevitsj Ragozin (Russisch: Вячеслав Васильевич Рагозин) (Sint-Petersburg, 8 oktober 1908 - Moskou, 11 maart 1962) was een Russische schaker. In 1950 werd hij grootmeester FIDE en in 1959 werd hij grootmeester ICCF. In 1936 werd hij kampioen van Leningrad en een jaar later werd hij samen met Grigori Löwenfisch kampioen van de Sovjet-Unie. Hij was de uitgever van het bekende schaaktijdschrift Sjakmati. Van 1956 tot 1958 werd door de ICCF een toernooi om het wereldkampioenschap correspondentieschaak georganiseerd. Vjatsjeslav Ragozin eindigde als eerste en werd dus wereldkampioen. Hij overleed, op 53-jarige leeftijd, in 1962.